# JLV (producer)
Joël Vels (Zwolle, 5 november 1996) is een Nederlandse producer en dj, bekend onder zijn artiestennaam JLV. In 2016 vergaarde JLV bekendheid met zijn remix van het nummer Hold On, die werd gepromoot op het label en YouTube channel 'Selected' en daar al snel vier miljoen keer werd gestreamd. Na meerdere succesvolle releases en remixes, onder andere bij platenlabels Selected, Parlophone en SonyATV, wordt JLV vanaf 2018 gemanaged door Hexagon Management van producer en dj Don Diablo. Op het label Hexagon zelf heeft JLV inmiddels 28 tracks uitgebracht.

## Discografie

### Compilaties
- GUEST MIX 005: JLV (2019)

### Singles
- Alone (2017)
- All My Life (2017)
- Words Aren't Enough (2017)
- Soaring (2017)
- Back To You (2017)
- Look Away (2017)
- Darkness (2017)
- Forgotten (2018)
- Wrong For Me (2018)
- Something Good (2018)
- Say (2018)
- Want Love (2019)
- Cyber Heart (2019)
- Stupid (2019) (feat. Clara Sofie)

### Samenwerkingen
- Love You No More (2017) - Tru Concept x JLV x Nu Aspect

### Remixes
- Hold On - Stisema feat. Es May (2016)
- Imagine - Bronze Whale x Popeska (2017)
- Found You (Make Me Yours) - Throttle (2017)
- Can't Buy Love - THRDL!FE ft. SAARA (2017)
- Just For One Night - Blonde ft. Astrid S. (2017)
- Gone - Maan On The Moon (2018)